# Бурдин, Фёдор Алексеевич
Фёдор Алексеевич Бурдин (26 апреля 1826, Москва — 24 февраля 1887, там же) — актёр Императорских театров и драматург. Член общества Русских драматических писателей и оперных композиторов и Литературного фонда. Потомственный почётный гражданин Российской империи (1859).

## Биография

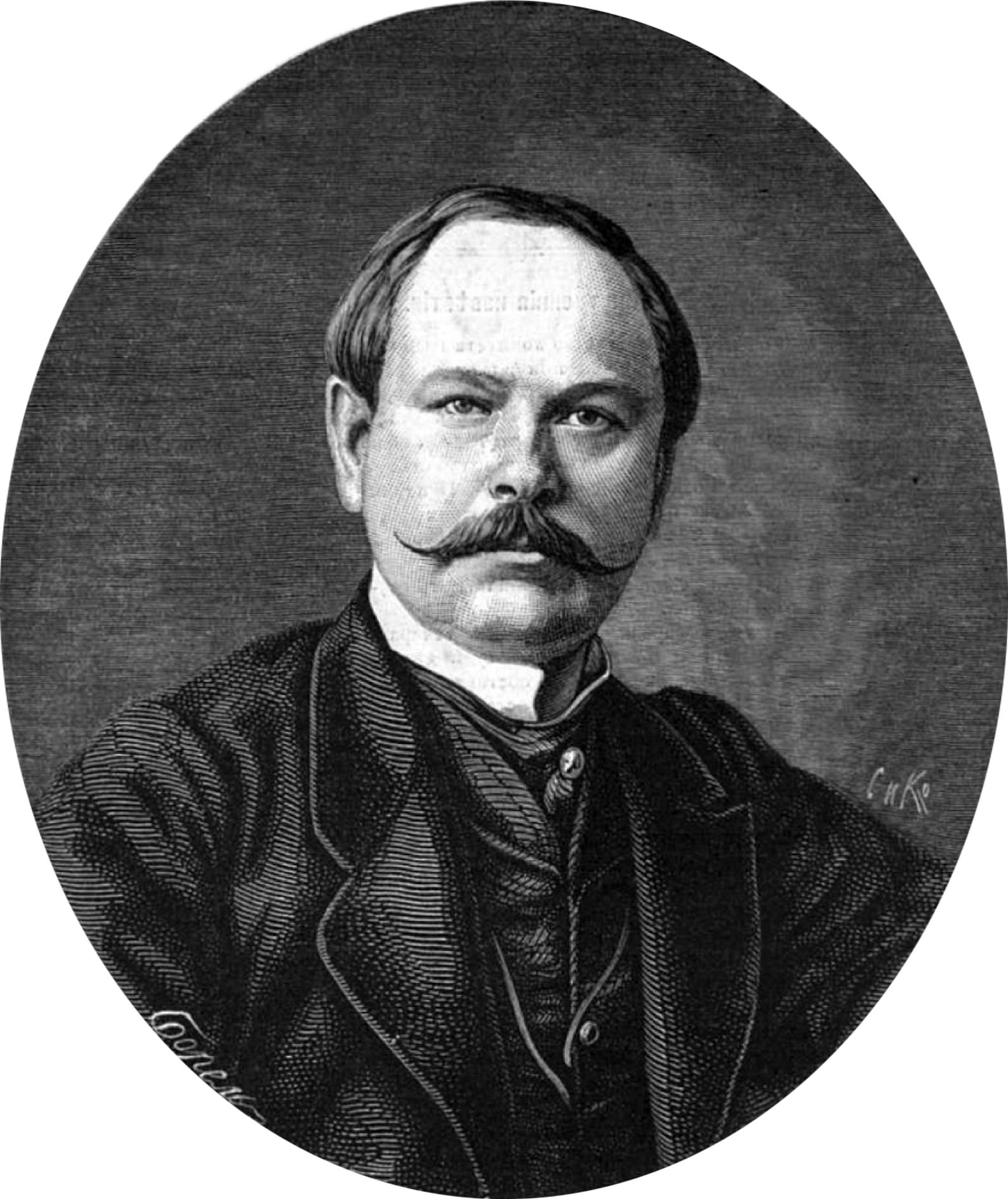
Фёдор Бурдин, 1872 год

Родился в Москве, сын московского мещанина Алексея Даниловича Бурдина из дворовых помещика Дмитрия Алексеевича Безобразова, учился в московской гимназии. Но с учёбой не заладилось: помешала любовь к театру. Гимназист не раз убегал из класса к известному артисту П. М. Садовскому, он-то и посоветовал юноше посвятить себя исключительно искусству. В результате нерадивый ученик оставил гимназию и четырнадцати лет от роду поступил суфлёром в Малый театр. Через два года, 6 января 1841 года, он с успехом дебютировал, после чего остался на московской сцене, выступая во второстепенных бытовых и комических ролях, главным образом в небольших комедиях и водевилях.
Постепенно его амплуа менялось, он переходил на всё более значимые роли. В это время на сцены императорских театров приходят пьесы Островского, драматург и молодой актёр становятся друзьями, и эти отношения они пронесут через всю жизнь. Островский читал в его доме свои новые пьесы перед постановкой их на сцене, отдавал Бурдину свои пьесы для бенефисов, поручая ему главные роли, в том числе и те, которые Бурдин сам для себя выбирал в ущерб драматургу; Бурдин не прочь был и критиковать произведения своего знаменитого друга.
В 1843 году Бурдин был командирован для усовершенствования таланта в провинциальные театры (такое часто случалось — молодых артистов отправляли попрактиковаться в провинцию, чтобы те там доросли до императорских подмостков), а в 1846—1847 годах прикомандирован к Тифлисскому театру, откуда в 1847-м перевёлся в Петербург, в Александринский театр, однако в труппу был зачислен не сразу, только в 1851 г., где и оставался до 1883 г. Одновременно занимался литературной деятельностью, оставив пьесы и воспоминания.

Театральная критика однозначна в отношении него: 
Умный, начитанный, беззаветно любящий своё искусство, Бурдин, не обладал ярким талантом, был одним из полезнейших деятелей Императорской сцены, на которой прослужил более сорока лет. 
Дарование его, особенно комизм, почти не признавалось серьёзной критикой; все неудачное у других артистов А. Григорьев называл «бурдинизмом».

Получив 100 тысяч рублей в наследство после смерти откупщика Г-ва, Бурдин завёл знакомство в высшем кругу и завязал дружбу с всесильным управляющим петербургскими театрами, П. С. Федоровым. Играя сперва в водевилях, Бурдин был зачислен в 1858 г. в первый разряд артистов и тогда же вошел в жихаревский комитет для рассмотрения новых пьес. Он тяготел к амплуа комика-резонёра, переиграл множество выигрышных ролей — и ни одной ярко, хотя все добросовестно. 
В журнале «Эпоха» в статьях и рецензиях А. А. Григорьева и Д. В. Аверкиева неоднократно порицалась игра Бурдина и направление «бурдинизма» (претенциозность, ложная пафосность, дешёвая эффектность, рутина) на русской театральной сцене. Бурдин написал Достоевскому как фактическому редактору журнала письмо с протестом, на которое Достоевский ответил в 20-х числах октября 1864 г. Суть письма заключена в следующем абзаце: «Извините меня, милостивый государь, если я Вам замечу, что Вы принадлежите к тому разряду артистов, которые до того слишком уважают себя и ценят свои таланты и до того щекотливы, что почти всякое замечание, клонящееся не к прямому обожанию их артистических достоинств, считают за личную себе обиду. Вспомните, милостивый государь, что и Пушкин и Гоголь подвергались критике и хуле. Повторяю, — не знаю я никаких Ваших закулисных дел ни с Ап<оллоном> Григорьевым, ни с кем бы то ни было; но знаю наверно, что всё писанное ими о Вас совершенно совпадало с мнением редакции „Эпохи“…» Известно ещё одно письмо Бурдина к Достоевскому (от 29 окт. 1864 г.), на которое писатель не ответил. 
Владимир Лакшин уже через много лет характеризовал его деятельность так (Читать А. Н. Островский): 
Надо ли говорить, что для Островского такое знакомство было просто клад. Бурдин громко нахваливал его комедии. И дело не только в давнем знакомстве с автором, что всегда льстит актёрскому самолюбию. У Бурдина хватало вкуса, что искренне восхититься их сценической новизной. Фёдор Алексеевич был хвастлив, разговорчив и прилипчив, но Островский уже успел оценить его добропорядочность и деловую хватку. Еще до приезда драматурга в Петербург Бурдин выхлопотал в цензуре разрешение на постановку в столице «Утра молодого человека». А едва Островский появился в Петербурге, Бурдин буквально впился в него. Они вместе обедали, ужинали, Бурдин разъезжал с ним по городу, знакомил с театром, актёрами, настойчиво просил комментариев к роли Бородкитна, которую он взялся готовить, и впитывал, как губка, каждый совет, каждое слово автора.
В 1883 г. состоялся наградной бенефис Бурдина, после которого он был уволен в отставку. Островский, ценя опытность Бурдина и знание им сцены, прочил его в инспектора театрального училища, но смерть помешала осуществить это намерение. Островский скончался в 1886 году.
В последние годы своей жизни Бурдин стал часто болеть и ездил в Италию лечиться. На его здоровье сильно повлияла смерть его друга — Островского. Он совсем немного пережил его, менее чем через год умер сам. Похоронен Бурдин на Ваганьковском кладбище в Москве; могила утрачена.

## Роли
Как актёр Бурдин в первую очередь прославился исполнением пьес своего друга Островского:
Краснов («Грех да беда на кого не живёт»), Бруснов («Тяжёлые дни»), Большов («Свои люди — сочтёмся»), Хрюков («Шутники»), Бородкин («Не в свои сани не садись»), Любим Торцов («Бедность не порок»), Шелемишев, («Общее благо»), Ильюшин («Не в деньгах счастье») и др.

## Литературная деятельность
Наибольшая часть его произведений — театральные пьесы, переведенные или переделанные с французского:
- «Других спасай, а сам хоть в петлю полезай» («Un vilain-monsieur»), шутка-водевиль (Москва, 1850);
- «Орест и Пилад на чердаке, или Кинь им только кость — так что твои собаки», водевиль (Москва, 1850);
- «Воровка детей», драма в 5 действиях, перев. с франц. (СПб., 1873);
- «Последние дни Генриха IV и молодость Людовика XIII», драма в 5 д. и 10 карт., перев. с франц. (СПб., 1874);
- «Брошенный ребенок», драма в 4 д., перев. с франц. (переведена вместе с В. Родиславским; СПб., 1875);
- «Служанка-госпожа» («Edhard et sa bonne»), перев. с франц. (СПб. 1875);
- «Торговый дом Шнапс, Клакс и К°», комедия-шутка в 3 действиях (СПб., 1876);
- «Шестнадцатилетняя кокетка, или Тысяча первый урок мужьям» («La petite cousine»), комедия-водевиль (СПб. 1876);
- «Дурочка», комедия в 1 действии (Москва, 1878);
- «Роковая случайность», драма в 5 д., перев. с франц. (Москва, 1880);
- «Поветрие», шутка в 1 действии из современных нравов (написана вместе с Н. Д. Павловым; Москва, 1883);
- «Добрая фея, или Да здравствуют кредиторы», шутка в 1 действии (написана вместе с Н. Д. Павловым);
- «Обед на именинах», водевиль в 1 действии;
- «Чортова волынка», водевиль в 2 действиях, перев. с франц.;
- «Столетний дед», драма в 5 д., перев. с франц.;
- «Убийцы и сообщники», историческая драма в 5 д. и 10 карт., перев. с франц.

В 1876 г. Бурдин издал в Петербурге «Сборник театральных пьес, переведенных с французского» (2 тома), в который, кроме многих из перечисленных выше пьес, вошли «Было или не было? Во сне или наяву?», шутка-водевиль; «Доктор по случаю», ком. в 1 д.; «Ослицыно молоко, или Вот иногда чем потчуют влюбленных» («Le lait d’anesse»), водевиль; «Свирепый американец и его соперники», водевиль; «Услугу окажи, да после и тужи!» («Portes et placards»), комедия-водевиль; «Моряк Пьер, или Возвращение из плена», комедия-водевиль; «Бабушка», драма в 6 д.; «Железная маска», драма в 5 д., «Ограбленная почта», драма в 5 д.; «Парижский ветошник», драма в 5 д. и «Цыганская жизнь», драма в 5 д.;
Издал руководство для молодых актёров — книга: «Краткая азбука драматического искусства. Практические советы молодым людям, посвящающим себя сценической деятельности», Москва, 1886.
Написал много воспоминаний: * «Воспоминания артиста об императоре Николае Павловиче» («Исторический Вестник», 1886. — Т. 23. — № 1) Архивная копия от 4 ноября 2013 на Wayback Machine, «Из воспоминаний об А. И. Островском» («Вестник Европы», 1886 г., кн. 12) и * «Первое представление „Свадьбы Кречинского“.(Из воспоминаний артиста императорских театров)» («Исторический Вестник», 1891. — Т. 44. — № 5).